# Physoptera apicinebula
Physoptera apicinebula är en tvåvingeart som först beskrevs av Malloch 1924.  Physoptera apicinebula ingår i släktet Physoptera och familjen puckelflugor. Inga underarter finns listade i Catalogue of Life.